# Цизаприд
Цизаприд — синтетичний лікарський засіб, що застосовується для лікування захворювань травної системи, який є стимулятором холінорецепторів та серотонінових рецепторів, та має прокінетичну дію, що застосовується перорально та парентерально. Цизаприд уперше синтезований у лабораторії бельгійської компанії «Janssen Pharmaceutica» у 1980 році. і випускався нею під торгівельною маркою «Пропульсид». Натепер усунутий з фармацевтичного обігу в більшості країн світу у зв'язку із численними побічними ефектами.

## Фармакологічні властивості
Цизаприд — синтетичний лікарський засіб для лікування захворювань травної системи. Механізм дії препарату полягає у підвищенні активності 5-НТ4-серотонінових рецепторів, посиленні вивільнення ацетилхоліну із холінергічного мезентеріального сплетіння та підвищенні чутливості до ацетилхоліну м-холінорецепторів гладких м'язів травної системи. Цизаприд збільшує амплітуду скорочень стравоходу, підвищує тиск у нижньому сфінктері стравоходу та прискорює евакуацію вмісту шлунку, не впливаючи на вивільнення шлункового соку. Цизаприд прискорює проходження їжі по кишці, стимулює моторику травної системи, знижує ентеральний кліренс та має послаблюючу дію, попереджує закид вмісту шлунку в стравохід.

### Фармакокінетика
Цизаприд швидко всмоктується у шлунково-кишковому тракті, але біодоступність препарату при пероральному прийомі становить лише 35—40 %, при парентеральному застосуванні біодоступність досягає 100 %. Препарат добре зв'язується із білками плазми крові. Максимальна концентрація в крові цизаприду досягається протягом 1—1,5 години. Препарат добре розподіляється у більшості тканин організму. Метаболізується цизаприд у печінці з утворенням неактивних метаболітів. Виводиться препарат з організму переважно нирками у вигляді неактивних метаболітів. Період напіввиведення препарату становить 6—12 годин при пероральному прийомі та до 20 годин при внутрішньовенному застосуванні, даних за збільшення цього часу при захворюваннях печінки немає.

## Показання до застосування
Цизаприд застосовується при гастроезофагеальній рефлюксній хворобі, при парезі шлунку (у тому числі діабетичному та медикаментозному), функціональному та ідіопатичному запорі, функціональній диспепсії, синдромі дистальної кишкової непрохідності, гіпокінезії жовчного міхура, синдромі відрижки новонароджених, при рентгенологічних дослідженнях травної системи (для прискорення перистальтики) та післяопераційному парезі кишечника.

## Побічна дія
При застосуванні цизаприду можливі наступні побічні ефекти: часто нудота, блювання, спазми в животі, діарея; нечасто алергічні реакції, головний біль, запаморочення, часте сечовипускання; рідко судоми, екстрапірамідні розлади, сонливість, мігрень, тремор, фарингіт, ксеростомія, міалгія, набряки, галакторея, гепатит, тромбоцитопенія, лейкопенія, гранулоцитопенія, апластична анемія, панцитопенія, підвищення рівня активності амінотрансфераз, лактатдегідрогенази і лужної фосфатази в крові.
Найважчими побічними ефектами цизаприду є побічна дія з боку серцево-судинної системи. При застосуванні цизаприду можлива поява аритмій (у тому числі фібриляції шлуночків та миготливої аритмії), шлуночкової тахікардії, часто — подовження інтервалу QT на ЕКГ, що частіше спостерігається при сумісному застосуванні цизаприду із спіраміцином, кетоконазолом, ітраконазолом, еритроміцином, міконазолом, кларитроміцином, флуконазолом, тролеандоміцином та антиаритмічними препаратами (у тому числі хінідином).

## Протипоказання
Цизаприд протипоказаний при підвищеній чутливості до препарату, вагітності та годуванні грудьми, механічній кишковій непрохідності, перфорації стінки шлунку або кишечника, при сумісному застосуванні із еритроміцином, спіраміцином, кларитроміцином, тролеандоміцином, кетоконазолом, флуконазолом, ітраконазолом, міконазолом, антиаритмічними препаратами.

## Форми випуску
Цизаприд випускається у вигляді таблеток по 0,005 та 0,01 г., 0,1 % суспензії для прийому всередину по 60 та 100 мл та ампул по 2 мл 0,2 % та 0,5 % розчину. З 2000 року цизаприд усунутий з продажу в США. У Європі застосування цизаприду значно обмежене. Нині в Україні не зареєстрований.